# I. Ulászló cseh király
II. Ulászló (csehül: Vladislav II.), (1117 – 1174. január 18.) Csehország fejedelme 1140-től, majd I. Ulászló néven királya 1158-tól 1172-ig.

## Élete
I. Ulászló fejedelem és Svatava fiaként született. A cseh előkelők döntése alapján nyerte el a trónt a másik Ulászlóval (I. Szobeszláv fiával) szemben. Uralkodása alatt tovább nőtt a nemesség politikai hatalma – ekkor tűntek fel a későbbi cseh és morva főúri családok ősei. Sokat harcolt mind a főnemességgel, mind lázongó rokonaival, III. Konrád támogatásával tudta fenntartani uralmát. 1142-ben sikerrel szállt szembe egy főúri felkeléssel, valamint a morva Přemyšlek lázadásával, akik II. Konrád znaimi herceget akarták trónra emelni. Bár Ulászló vereséget szenvedett (visoky ütközet), de III. Konrád birodalmi hadainak megérkeztével ismét kiterjesztette fennhatóságát a morva hercegségekre. Konrád utóda, I. Frigyes 1158-ban Ulászlónak királyi címet adományozott, cserébe a cseh csapatok 1158 és 1168 között részt vettek a császár itáliai hadjárataiban. 1163-ban Ulászló hadat vezetett Magyarországra, hogy megsegítse III. István magyar királyt I. Mánuel bizánci császár ellen.
Politikája akkor tört meg, amikor fiát, Vojtěchet (Adalbert) a Frigyessel szemben álló III. Sándor pápa párthívei salzburgi érsekké tették. Hogy másik fiának, Frigyesnek megtarthassa a királyi címet, 1172-ben lemondott a trónról. A császár ezt elutasította, és az országot hűbérként I. Szobeszláv fiának, Ulriknak adta, aki azonban lemondott fivére, II. Szobeszláv javára. Ulászló feleségének birtokaira, Thüringiába vonult vissza, és ott is halt meg.
Uralkodása alatt épült a prágai Judit híd, ekkor jelentek meg Csehországban a ciszterciták a premontriek és a johanniták.

## Családfa
| II. Vratiszláv * 1032/1033 † 1092. I. 14. | II. Vratiszláv * 1032/1033 † 1092. I. 14. |                                                |                                                | Piast Szvatava * 1046/1048 † 1126. IX. 1. | Piast Szvatava * 1046/1048 † 1126. IX. 1. |  |  | Bergi Henrik | Bergi Henrik |                                         |                                         | Adelheid | Adelheid |
|                                           |                                           |                                                |                                                |                                           |                                           |  |  |              |              |                                         |                                         |          |          |
|                                           |                                           |                                                |                                                |                                           |                                           |  |  |              |              |                                         |                                         |          |          |
|                                           |                                           | I. Ulászló fejedelem * 1065 k. † 1125. IV. 12. | I. Ulászló fejedelem * 1065 k. † 1125. IV. 12. |                                           |                                           |  |  |              |              | Bergi Richeza * 1095 k. † 1125. IX. 27. | Bergi Richeza * 1095 k. † 1125. IX. 27. |          |          |
|                                           |                                           |                                                |                                                |                                           |                                           |  |  |              |              |                                         |                                         |          |          |
|                                           |                                           |                                                |                                                |                                           |                                           |  |  |              |              |                                         |                                         |          |          |
|                                           |                                           |                                                |                                                |                                           |                                           |  |  |              |              |                                         |                                         |          |          |

|                                       |                                       | 1 Babenberg Gertúd * 1118 † 1150. IV. 8. OO 1140 | 1 Babenberg Gertúd * 1118 † 1150. IV. 8. OO 1140 | II. Ulászló fejedelem * 1117 † 1174. I. 18. | II. Ulászló fejedelem * 1117 † 1174. I. 18. | 2 Thüringiai Judit * 1135 k. † 1174 után OO 1153       | 2 Thüringiai Judit * 1135 k. † 1174 után OO 1153       |                                    |                                    |  |  |  |  |
|                                       |                                       |                                                  |                                                  |                                             |                                             |                                                        |                                                        |                                    |                                    |  |  |  |  |
|                                       | 1                                     |                                                  | 1                                                |                                             | 1                                           |                                                        | 1                                                      |                                    | 2                                  |  |  |  |  |
| Frigyes * 1141/1142 † 1189. III. 25.  | Frigyes * 1141/1142 † 1189. III. 25.  | Ágnes * 1170 k. † 1228. VI. 7.                   | Ágnes * 1170 k. † 1228. VI. 7.                   | Szvatopluk † 1169 után                      | Szvatopluk † 1169 után                      | III. Adalbert salzburgi érsek * 1145 k. † 1200. IV. 8. | III. Adalbert salzburgi érsek * 1145 k. † 1200. IV. 8. | I. Ottokár * 1158 † 1230. XII. 15. | I. Ottokár * 1158 † 1230. XII. 15. |  |  |  |  |
|                                       | 2                                     |                                                  | 2                                                |                                             |                                             |                                                        |                                                        |                                    |                                    |  |  |  |  |
| III. Ulászló * 1161 † 1222. VIII. 12. | III. Ulászló * 1161 † 1222. VIII. 12. | Riksa * 1165 † 1182. IV. 19.                     | Riksa * 1165 † 1182. IV. 19.                     |                                             |                                             |                                                        |                                                        |                                    |                                    |  |  |  |  |